# Saint-Ouen-l'Aumône
 Saint-Ouen-l'Aumône  es una población y comuna francesa, en la región de Isla de Francia, departamento de Valle del Oise, en el distrito de Pontoise, Macomunidad de Cergy-Pontoise y cantón de Saint-Ouen-l'Aumône.

## Demografía
| 1 414 | 1 388 | 1 404 | 1 388 | 1 607 | 1 585 | 1 675 | 1 777 | 1 848 | 2 022 | 2 057 | 2 056 | 2 142 | 2 139 | 2 292 | 2 256 | 2 535 | 2 706 | 3 031 | 3 109 | 3 268 | 3 601 | 4 318 | 4 610 | 4 801 | 5 346 | 6 985 | 9 957 | 15 948 | 17 098 | 18 673 | 19 660 | 22 876 |
| Para los censos de 1962 a 1999 la población legal corresponde a la población sin duplicidades (Fuente: INSEE [Consultar]) |       |       |       |       |       |       |       |       |       |       |       |       |       |       |       |       |       |       |       |       |       |       |       |       |       |       |       |        |        |        |        |        |